# La Hune
Pour l’article ayant un titre homophone, voir La Une.
La Hune est une ancienne librairie-galerie établie en 1949 par Bernard Gheerbrant au 170, boulevard Saint-Germain à Paris, dans le quartier Saint-Germain-des-Prés du 6e arrondissement. Le nom de cette librairie généraliste est aujourd'hui perpétué à une autre adresse par une librairie-galerie consacrée uniquement à la photographie d'art et appartenant à l’éditeur français YellowKorner. Elle est située au 16-18, rue de l’Abbaye, dans le même quartier.

## Histoire

### La première librairieLa Huneau 12, rue Monsieur-Le-Prince: 1944-1949
Bernard Gheerbrant, Jacqueline Lemunier et Pierre Roustang, trois étudiants en philosophie à l’université de la Sorbonne, ouvrent la librairie La Hune, le 1er juin 1944, au 12, rue Monsieur-le-Prince, à l’angle de la rue Casimir-Delavigne. La librairie est baptisée « La Hune » car, située à l’angle de deux rues, elle évoque une proue de navire, et l’escalier intérieur fait penser au mât de hune des voiliers, plus particulièrement à sa plateforme intermédiaire d’où les marins effectuent les manœuvres hautes.
A la Libération, Pierre Roustang « quitte le navire », et Jacqueline Lemunier et Bernard Gheerbrant se marient. En octobre 1945, ils engagent le libraire Jacques Farny afin de les « libérer du quotidien de la vente des livres », ce qui leur permet de « développer les animations culturelles et la galerie ». 
Parallèlement à la constitution de son fonds de libraire, et plus particulièrement du rayon d’art, Gheerbrant aspire à faire de La Hune un lieu d’évènements littéraires et éditoriaux mais aussi un espace d’exposition. En effet, neuf expositions ont lieu au 12, rue Monsieur-le-Prince, la première étant « Aux Indes avec Lanza del Vasto », une présentation des dessins et aquarelles de Lou Albert-Lasard ayant illustré le Pèlerinage aux sources de Lanza del Vasto. Cette première exposition occupe le premier étage de La Hune pendant un mois à partir du 2 décembre 1944 et affirme le dessein de Bernard Gheerbrant de faire de sa librairie un lieu de rencontre des arts plastiques et de la littérature. La manifestation suivante, l’exposition posthume de l’œuvre gravée de Louis Marcoussis, marque par ailleurs les débuts d’une orientation en faveur de l’estampe.
Le local devient rapidement trop étroit et Gheerbrant décide de déménager dans le quartier de Saint-Germain-des-Prés en 1949. La première Hune du 12, rue Monsieur-le-Prince est restée une librairie, la librairie L’Escalier, notamment acquise en 1953 par François Maspero, et aujourd’hui toujours en activité.  

### La librairie-galerieLa Huneau 170, boulevard Saint-Germain: 1949-1975
La librairie-galerie La Hune ouvre officiellement les portes de ses nouveaux locaux du 170, boulevard Saint-Germain, le 12 mai 1949. Le bâtiment est situé à l’angle du boulevard Saint-Germain et de la rue Saint-Benoît, presque en face de la brasserie Lipp, et entre le café Les Deux Magots et le Café de Flore. Auparavant occupé par un Bouillon Duval de la fin du XIXème siècle, le local est abandonné depuis la guerre et son affectation comme mess pour les sous-officiers de la garnison de Paris.
Gheerbrant fait appel à son ami Pierre Faucheux (1924-1999), graphiste éditorial renommé, pour les travaux d’architecture et d’aménagement de la nouvelle librairie-galerie. Faucheux, qui avait déjà aidé à l’agencement de La Hune à son ancienne adresse, conçoit notamment, le logotype de La Hune représentant une ancre schématique ainsi que les vitrines extérieures.
La librairie accueille un grand nombre de signatures et de réceptions en l’honneur d’auteurs francophones et américains, et réunit même, à partir de 1957 et pour les cinq premières éditions, le jury du Prix de Mai. Elle est renommée pour ses présentations d’ouvrages, qu’ils soient littéraires ou artistiques, toujours accompagnés d’accrochages d’œuvres graphiques ou d’expositions plus documentaires sur le travail de l’auteur.
La prédominance de la gravure est forte dans la liste des expositions à La Hune, mais cela ne l’a pas empêché de toucher aux domaines les plus variés. Par exemple, on remarque des expositions à caractère historique (les collages de Pablo Picasso, Joan Miró, Man Ray, Max Ernst présentés sous le titre d’Aragon « La Peinture au défi » en 1954), des expositions littéraires et documentaires (« Hommage à James Joyce » en 1949, « Saint-John Perse et la mer » en 1962), des expositions d’art primitif (« Dogons, art du Soudan, tribus dogons » en 1955) ou encore des expositions de photographie (« Boubat, Brassaï, Doisneau, Izis et Facchetti » en 1951).
Dès 1958, La Hune devient également un lieu d’édition d’estampes. En les exposant puis, souvent, en éditant un certain nombre de leurs épreuves, Jacqueline et Bernard Gheerbrant révèle l’œuvre gravée de jeunes artistes, comme Johnny Friedlaender, Zao Wou-Ki ou Virgil Nevjestic, mais aussi d’artistes confirmés, comme le sculpteur Henri-Georges Adam ou le peintre Hans Hartung.
La Hune ferme en juillet 1969, pour des travaux de réaménagement, réalisés par l’atelier parisien Gérard Ifert - Rudolf Meyer, puis rouvre le 16 octobre. Les rayonnages de la librairie prennent alors de plus en plus de place et empiètent sur l’espace de la galerie.

### La galerieLa Huneau 14, rue de l’Abbaye: 1975-1990
En 1975, La Hune se scinde en deux. La librairie se sépare de la galerie, cette dernière s’installant au 14, rue de l’Abbaye, face à la place et l’église Saint-Germain-des-Prés.
Bernard Gheerbrant reste le directeur de la librairie jusqu’en 1981, date à laquelle la librairie La Hune est rachetée par les éditions Flammarion.
Bernard Gheerbrant continue à la galerie son activité de marchand et d’éditeur d’estampes. Il défend notamment les artistes Fred Deux, Cécile Reims ou encore Bertrand Dorny. La galerie La Hune expose notamment les sculptures peintes d'Axel Cassel en 1984, Alekos Fassianos en 1985, et Philippe Favier en 1988 dont elle édite les livres de bibliophilie, les gravures ou les lithographies.
En 1991, Marc Eschenbrenner, qui travaillait déjà avec les Gheerbrant, prend la direction de la galerie et change son nom en Galerie La Hune-Brenner.
Fin 2007 la galerie La Hune-Brenner déménage dans le 18e arrondissement, au 3, rue Ravignan, mais elle ferme définitivement en 2014.

### La Hune doit quitter son siège historique pour laisser la place à l'enseigne de luxe Louis Vuitton
En 2012, lors du rachat de Flammarion — propriétaire des lieux — par le groupe d'édition Madrigall, la librairie du boulevard Saint-Germain passe sous la houlette de ce dernier qui revend ses locaux à l'enseigne de luxe Louis Vuitton,, celle-ci ayant décidé d'en faire son flagship (magasin phare) à Saint-Germain-des-Prés.
La librairie, quant à elle, doit déménager un peu plus loin, à l’ancien emplacement de la Galerie La Hune pour remplacer une ex-boutique Dior. Mais en 2015, le groupe Madrigall accepte également l'offre de l’éditeur français de photographies d’art YellowKorner de racheter le local et le nom de La Hune pour y installer une de ses galeries d’édition, tournée vers la photographie d'art grand public. 
Dans une tribune publiée dans Le Monde, le cinéaste Denis Gheerbrant, fils du fondateur, dénonce une « usurpation » et considère que le nom de La Hune aurait dû disparaître avec la librairie.
Cette dernière ferme définitivement ses portes le 14 juin 2015 et l'emplacement rouvre en novembre de la même année sous le titre « Librairie-galerie La Hune », avec une organisation nouvelle : au rez-de-chaussée se trouvent une galerie YellowKorner et une librairie TeNeues, tandis qu'à l'étage sont présentés des expositions photographiques monographiques et des tirages photographiques originaux. Autrefois généraliste, la librairie est désormais exclusivement consacrée à la photographie d'art.
La Hune, mythe indissociable de Saint-Germain-des-Prés — que Bernard Gheerbrant avait surnommé Le triangle magique en y associant Les Deux Magots, Le Flore et la brasserie Lipp — et de son prestigieux passé littéraire, disparaît ainsi près de 70 ans après son ouverture, remplacée comme d'autres librairies par l'implantation de boutiques de luxe et la gentrification du quartier qui majorent considérablement le prix de l'immobilier. 
Beaucoup de librairies ont fermé, les sièges des grandes maisons d'édition ont déménagé dans d'autres quartiers de la capitale, les universités parisiennes ont ouvert d'autres campus et le prestige intellectuel du Quartier latin a perdu de son lustre. Les bâtiments du XVIIe siècle ont survécu, mais les signes du changement sont évidents. Les magasins de mode, souvent luxueux, remplacent les petites boutiques et les librairies.

### Incendie et reconstruction
Le 16 novembre 2017, alors que l’établissement accueille l’exposition Un demi-siècle dans l’Himalaya du photographe, écrivain et moine bouddhiste Matthieu Ricard, un violent incendie détruit le rez-de-chaussée et les étages de La Hune, causant sept blessés légers dont un pompier.
Un an plus tard, en novembre 2018, la librairie-galerie rouvre ses portes entièrement reconstruite à l’identique sous la surveillance des Bâtiments de France avec une exposition de la photographe allemande Ellen von Unwerth.

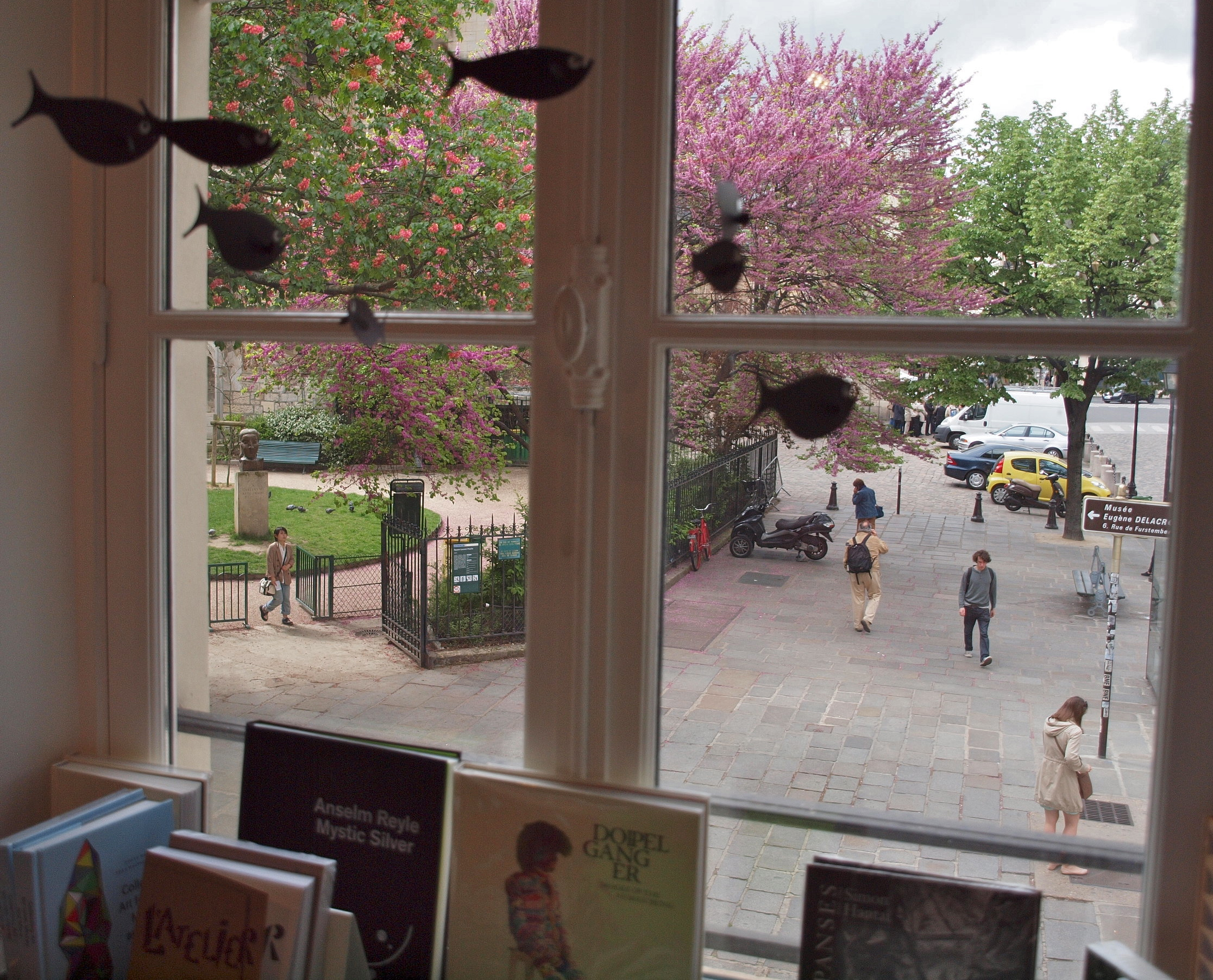
Vue depuis une fenêtre de la librairie de la rue de l'Abbaye donnant sur la place Saint-Germain-des-Prés (2013).

## Expositions depuis le rachat de la galerie par YellowKorner
- Octobre 2015 à février 2016 : Elliott Erwitt.
- Février à avril 2016 : Oliviero Toscani (Mini Toscanis).
- Avril à juin 2016 : Marc Lagrange (Hommage).
- Juin à septembre 2016 : Jimmy Nelson (Before they pass away).
- Septembre 2016 : IDEAT (20/20).
- Octobre 2016 : Jean-Charles de Castelbajac.
- Octobre à novembre 2016 : Araki (Diary – Sentimental Journey).
- Décembre 2016 à février 2017 : Steve Hiett (Cool Pola).
- Février 2017 : Elliott Erwitt (Paris - New York).
- Mai 2017 :  Vincent Peters (Personal).
- Septembre à novembre 2017 : Matthieu Ricard (Un demi-siècle dans l’Himalaya).
- Novembre 2018 : Ellen von Unwerth (Guilty pleasure).
- Février 2019 : Matthieu Ricard (Un demi-siècle dans l'Himalaya)
- Septembre 2019 : Arno Elias (I'm not a trophy)
- Février 2020 : Bruno Mouron et Pascal Rostain (Autopsie)
- Novembre 2021 : Laurent Baheux

## Postérité
Les archives de la librairie-galerie La Hune sont conservées par la bibliothèque Kandinsky du Musée national d'Art moderne - Centre Georges-Pompidou. Ce musée a ainsi organisé une exposition en hommage à la librairie du 30 juin au 10 octobre 1988, dans le cadre de la grande rétrospective « Les années 50 ».
Le MNAM-Centre Pompidou a également proposé une présentation de La Hune et de Bernard Gheerbrant au sein du parcours temporaire « Passeurs » dans les salles des collections permanentes, du 14 janvier au 31 août 2016.